# Innsmouth
Innsmouth är en fiktiv by skapad av skräckförfattaren H.P. Lovecraft. Lovecraft använde namnet "Innsmouth" första gången 1920 i novellen Celephaïs där det antyds på en fiktiv stad i England. I den mer kända Skuggan över Innsmouth (The Shadow Over Innsmouth; 1936) placeras staden i Massachusetts, USA.
Innsmouth är även staden där en stor del av spelet Call of Cthulhu: Dark Corners of the Earth utspelar sig.

## Plats
Byn sägs ligga i Essex County, Massachusetts i USA, någonstans mellan Newburyport och den tillika fiktiva staden Arkham, cirka 10 km nordost om Arkham. Samhället har 367 invånare och grundades 1643. Vid den tiden var byn aktiv i handeln med Kina.